# Maanvlek
De maanvlek of maanvlekloopkever (Callistus lunatus) is een keversoort uit de familie van de loopkevers (Carabidae). De wetenschappelijke naam van de soort werd in 1775 gepubliceerd door Johann Christian Fabricius.